# جام ملت‌های فوتبال ساحلی آسیا ۲۰۱۳
قهرمانی فوتبال ساحلی آسیا ۲۰۱۳ ششمین دوره فوتبال ساحلی قهرمانی آسیا که توسط کنفدراسیون فوتبال آسیا برگزار شد. این مسابقات به عنوان مقدماتی انتخابی جام جهانی فوتبال ساحلی ۲۰۱۳ شناخته شد. در این دوره ایران قهرمان شد و ژاپن در رده دوم و امارات متحده عربی مقام سوم را کسب کرد.

## تیم‌های شرکت کننده
در این مسابقات ۱۶ تیم حضور داشتند.
- افغانستان
- استرالیا
- ازبکستان
- چین
- ایران
- ژاپن
- بحرین
- عمان
- امارات متحدهٔ عربی
- عراق
- لبنان
- فیلیپین
- فلسطین
- قطر
- عربستان سعودی
- تایلند

## گروه‌ها
تیم‌ها به چهار گروه A, B، C, D تقسیم‌بندی شدند.

### گروه A
استرالیا ۶–۴عمان 
 افغانستان ۷–۳قطر 
 عمان ۷–۰افغانستان 
 قطر ۳–۳استرالیا  در ضربات پنالتی استرالیا پیروز شد.
 استرالیا ۶–۴افغانستان 
 عمان ۳–۱قطر 

### گروه B
ژاپن ۴–۱تایلند 
 لبنان ۵–۳بحرین 
 بحرین ۱–۱تایلند  در ضربات پنالتی بحرین پیروز شد.
 ژاپن ۶–۵لبنان 
 لبنان ۶–۴تایلند 
 ژاپن ۵–۲بحرین 

### گروه C
امارات متحده عربی ۶–۳عربستان
 فلسطین ۶–۵ازبکستان 
 امارات متحده عربی ۵–۲فلسطین
 عربستان سعودی ۸–۶ازبکستان 
 فلسطین ۸–۲عربستان سعودی
 امارات متحده عربی ۷–۱ازبکستان 

### گروه D
ایران ۲۰–۰فیلیپین
 چین ۸–۳عراق 
 ایران ۱۰–۳عراق
 چین ۱۱–۱فیلیپین 
 عراق ۶–۰ فیلیپین
 ایران ۴–۲چین 

## دور پایانی
|  | نیمه‌نهایی‌         | نیمه‌نهایی‌ |       |                   | نهایی          | نهایی |  |
|  |                   |           |       |                   |                |       |  |
|  |                   |           |       |                   |                |       |  |
|  | ایران             | ۳         |       |                   |                |       |  |
|  | امارات متحدهٔ عربی | ۲         |       |                   |                |       |  |
|  |                   |           |       |                   |                |       |  |
|  |                   |           |       |                   |                |       |  |
|  |                   |           |       |                   | ایران (a.e.t.) | ۶ (۵) |  |
|  |                   | ژاپن      | ۶ (۴) |                   |                |       |  |
|  |                   |           |       |                   |                |       |  |
|  |                   |           |       |                   |                |       |  |
|  |                   |           |       |                   | مقام سومی      |       |  |
|  |                   |           |       |                   |                |       |  |
|  | استرالیا          | ۱         |       | امارات متحدهٔ عربی | ۳              |       |  |
|  | ژاپن              | ۲         |       |                   | استرالیا       | ۲     |  |

## قهرمان
| قهرمان فوتبال ساحلی جام ملت های آسیا۲۰۱۳ |
| ---------------------------------------- |
| تیم ملی فوتبال ساحلی ایران               |
| اولین قهرمانی                            |